# ال‌جی وینگ
ال‌جی وینگ (انگلیسی: LG Wing) یک فبلت مبتنی بر اندروید است که توسط ال‌جی الکترونیک تولید و عرضه می‌شود.این گوشی از دو صفحه نمایشگر استفاده می‌کند که نمایشگر اصلی در آن می تواند به شکل حرف «تی» انگلیسی قرار بگیرد و یک نمایشگر کوچکتر را آشکار سازد.